# Heinrich Thome

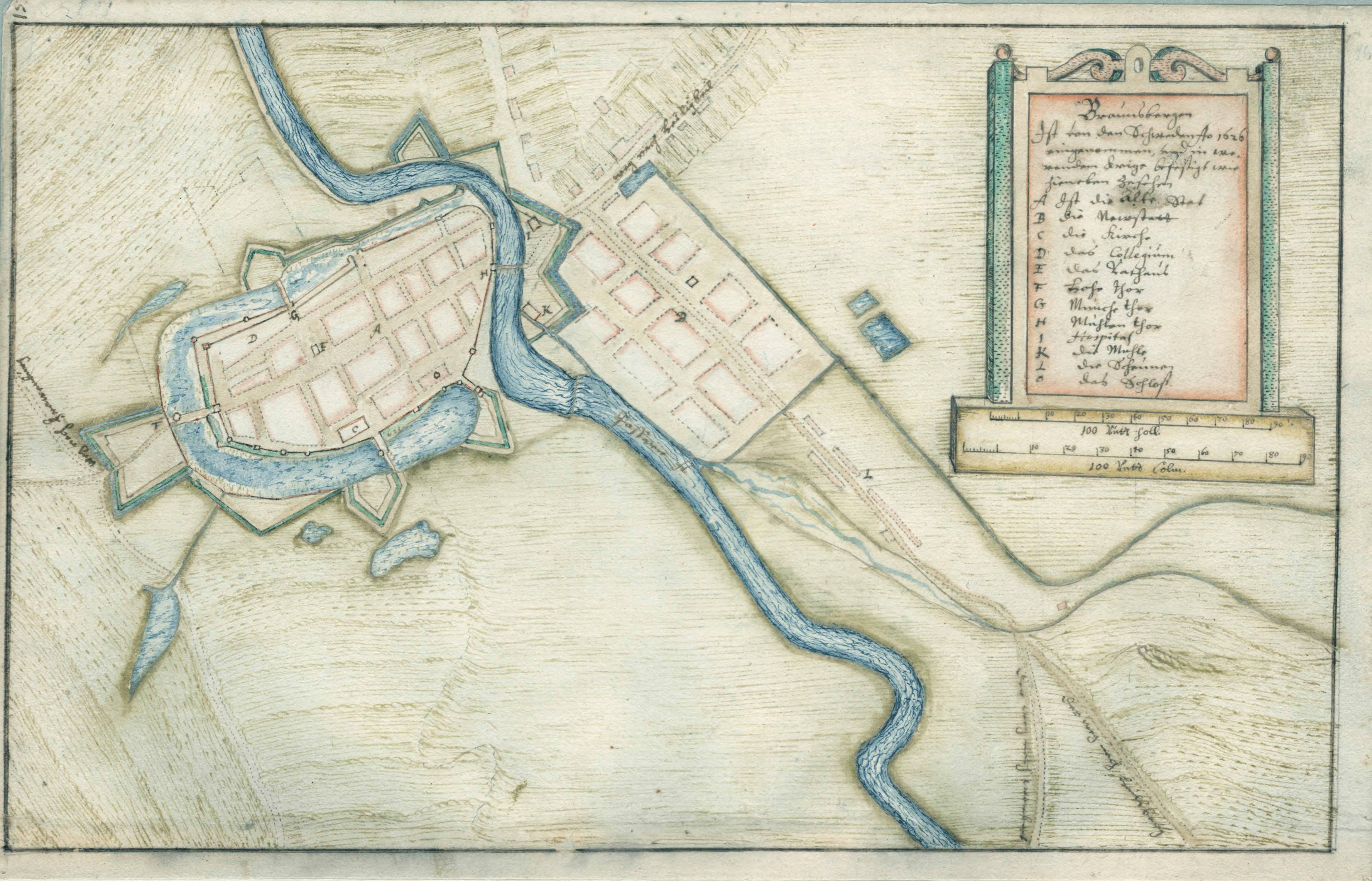
Najstarszy plan Starego i Nowego Miasta Braniewa (1626), autorstwa Heinricha Thome (Kriegsarkivet w Sztokholmie)

Heinrich Thome (zm. po 1655) – oficer fortyfikacyjny i kartograf w służbie króla szwedzkiego Gustawa II Adolfa w latach 1624–1635. Później prawdopodobnie w służbie króla polskiego.

## Życiorys
Jego daty urodzenia i śmierci są nieznane. Heinrich Thome pochodził prawdopodobnie z Prus Zachodnich i został zatrudniony jako inżynier przez szwedzkiego feldmarszałka Gustafa Horna około 1624 roku. Jednym z jego pierwszych zadań było ustawienie ogrodzenia celnego wokół miasta Jönköping w południowej Szwecji. Od 1624 w jego pracach znajduje się mapa Göteborga, a od 1625 mapa Kalmaru. W 1626 wykonał nowy plan historycznej dzielnicy Sztokholmu Gamla stan (Stare Miasto), po tym jak wielki pożar strawił tę dzielnicę w 1625. Jego propozycja planu miasta uważana jest za najstarszą zachowaną mapę zagospodarowania przestrzennego Sztokholmu i pierwszą zorganizowaną urbanistykę, jaka została wykonana.
Od 1626 Heinrich Thome brał udział jako inżynier w armii szwedzkiej podczas kampanii wojennej króla Gustawa w Prusach, gdzie tworzył plany i budował fortyfikacje m.in. Braniewa, Bałtyjska, Elbląga i Malborka oraz sporządził mapę „Ein Theil Preussens”.
Prawdopodobnie po 1635 roku i wycofaniu się wojsk szwedzkich na skutek zawartego rozejmu w Sztumskiej Wsi nie opuścił ziem Korony, a pozostał w służbie Rzeczypospolitej przynajmniej do 1655/1656.
Atlas „Utländske och Inländske Slott Städer och Fästen”, do którego wykonywał swoje mapy i rysunki fortyfikacyjne, zrabowany został w Warszawie podczas kolejnej wojny polsko-szwedzkiej (1655–1660) i znajduje się współcześnie w archiwum wojennym (Kriegsarkivet) w Sztokholmie. Zawiera on 23 akwarelowe mapy i plany miast wybrzeża Bałtyku i dolnego biegu Wisły: Elbląga, Gdańska, Wisłoujścia, Malborka, Piławy, Braniewa, Tczewa, Fischhausen, Lochstadt, Głowy Gdańskiej, Białej Góry, Mątowskiego Cypla, Kłajpedy i Rygi. Ponadto w muzeach sztokholmskich znajduje się jeszcze 12 planów przypisywanych temu inżynierowi. Są wśród nich m.in. plany Piławy, Wróblej Wyspy, Drewnicy, delty Wisły, Elbląga i Tczewa. Miastem szczególnie eksponowanym w jego działalności pozostaje Elbląg (w zbiorach szwedzkich znajdują się aż 22 plany tego miasta), w którym to po zajęciu przez wojska szwedzkie przystąpił do projektowania umocnień miejskich. Pojedyncze egzemplarze kartografii Heinricha Thome znajdują się również w Berlinie i Gdańsku.